# Familia lógica

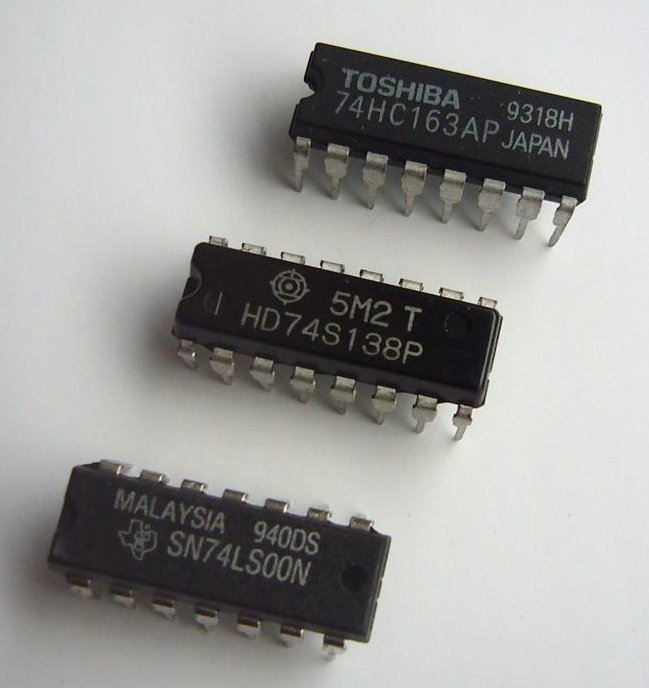
Circuitos integrados lógicos estándar de la serie 74xx (Texas Instruments 74LS00, Hitachi 74S138 y Toshiba 74HC163).

En ingeniería electrónica, se puede referir a uno de dos conceptos relacionados: una familia lógica de dispositivos circuitos integrados digitales monolíticos, es un grupo de puertas lógicas (o compuertas) construidas usando uno de varios diseños diferentes, usualmente con niveles lógicos compatibles y características de fuente de poder dentro de una familia. Muchas familias lógicas fueron producidas como componentes individuales, cada uno conteniendo una o algunas funciones básicas relacionadas, las cuales podrían ser utilizadas como “construcción de bloques” para crear sistemas o como por así llamarlo “pegamento” para interconectar circuitos integrados más complejos.
También puede referirse a un conjunto de técnicas usadas para la implementación de la lógica dentro de una larga escala de circuitos integrados tal como un procesador central, memoria, u otra función compleja; estas familias usan técnicas dinámicas registradas para minimizar el consumo de energía y el retraso.

## Principales familias lógicas

### CMOS
Estas familias, son aquellas que basan su funcionamiento en los transistores de efecto de campo o MOSFET. Aquí una de las clasificaciones, según el canal utilizado:
Se basa únicamente en el empleo de transistores CMOS para obtener una función lógica. Su funcionamiento de la puerta lógica es el siguiente: cuando la entrada se encuentra en el caso de un nivel bajo, el transistor CMOS estará en su zona de corte, por lo tanto, la intensidad que circulará por el circuito será nula y la salida estará la tensión de polarización (un nivel alto); y cuando la entrada se encuentra en el caso de que está en un nivel alto, entonces el transistor estará conduciendo y se comportará como interruptor, y en la salida será un nivel bajo.
El transistor CMOS se puede identificar como un interruptor controlado por la tensión de la puerta, V_G, que es la que determinará cuándo conduce y cuando no.

### TTL
Es la sigla en inglés de transistor-transistor logic, es decir, «lógica transistor a transistor». Es una tecnología de construcción de circuitos electrónicos digitales. En los componentes fabricados con tecnología TTL los elementos de entrada y salida del dispositivo son transistores bipolares

### RTL
Es el acrónimo inglés de resistor transistor logic o lógica de resistencia-transistor. Fue la primera familia lógica en aparecer antes de la tecnología de integración.

### DTL
Es una categoría de circuitos digitales está compuesta por diodos y transistores básicamente. La función lógica es realizada por la combinación de diodos a la entrada y el transistor inversor a la salida, de ahí su nombre (Diodo, Transistor, Lógica).

### ECL
Es la más rápida disponible dentro de los circuitos de tipo MSI, pertenece a la familia de circuitos MSI implementada con tecnología bipolar.

### IIL
Es una familia de circuitos digitales construidos con transistores de juntura bipolar de colector múltiple (BJT)

### NMOS
Es un tipo de semiconductor que se carga negativamente de modo que los transistores se enciendan o apaguen con el movimiento de los electrones. En contraste, los PMOS (Positive-channel MOS) funcionan moviendo las valencias de electrones. El NMOS es más veloz que el PMOS, pero también es más costosa su fabricación. Actualmente es el tipo de tecnología que más se usa en la fabricación de circuitos integrados.

### BiCMOS
BiCMOS (contracción de Bipolar-CMOS) es el nombre de una tecnología de fabricación de circuitos integrados que combina las ventajas de las tecnologías bipolar y CMOS integrándolas juntas en un mismo wafer.
Se usa en analógica para la fabricación de amplificadores y en digital para algunos componentes discretos.